# Conservesfabrikken Danica
 Der er for få eller ingen kildehenvisninger i denne artikel, hvilket er et problem. Du kan hjælpe ved at angive troværdige kilder til de påstande, som fremføres i artiklen.

Conservesfabrikken Danica blev grundlagt i 1901 i Slagelse af Cornelius Stau (født 1845 i Varde).
Stau havde været i købmandslære og havde efter endt læretid arbejdet hos Sukkerraffinaderiet Phønix, men skiftede fem år senere job til De Danske Sukkerfabrikker. I 1880 løste han borgerskab som grosserer i København. Han startede med at importere svampe og rejste selv rundt og solgte sine varer. I 1901 kom ejeren af Slagelse Spritfabrikker til Cornelius Stau og foreslog at han etablerede en konservesfabrik og at han selv skulle dyrke råvarerne til fabrikationen i en del af de bygninger der hørte til fabrikken. På et areal af 700 tønder land påbegyndte historien om Danica i Slagelse.
Beliggenheden i Slagelse var ganske fortrinlig da det var af stor betydning for virksomheden at den selv kunne avle størstedelen af de grøntsager der skulle bruges til fabrikationen og derudover uden besvær kunne få de grøntsager og frugter man yderligere havde brug for. Desuden var det ganske ideelt at have råvarerne lige uden for døren da disse altid taber velsmag ved at henligge utilberedt under transport.
Virksomheden leverede blandt andet til Den Danske Marine og til Grønlandsekspeditioner med Mylius-Erichsen og Ejnar Mikkelsen m.fl.
I 1923 solgte Cornelius Stau virksomheden til sin bror og mangeårige samarbejdspartner Christian Stau og til sin svigersøn Niels Stoltz.